# Bergtheim (Gutenstetten)
Bergtheim (fränkisch: „Bárgla“) ist ein Gemeindeteil der Gemeinde Gutenstetten im Landkreis Neustadt an der Aisch-Bad Windsheim (Mittelfranken, Bayern). Die Gemarkung Bergtheim hat eine Fläche von 1,756 km². Sie ist in 259 Flurstücke aufgeteilt, die eine durchschnittliche Fläche von 6779,75 m² haben.

## Geographie
Durch das Dorf fließt der Engelsbach, ein linker Zufluss der Aisch. 0,5 km nördlich liegt das Waldgebiet Krähe, 0,5 km südöstlich erhebt sich der Roßkopf (347 m ü. NHN) und 1,25 km südlich der Heidelberg. Die Kreisstraße NEA 12 führt nach Reinhardshofen (2 km südlich) bzw. nach Schornweisach (2,5 km nördlich). Die Kreisstraße NEA 14 führt nach Rauschenberg (1,5 km nordöstlich). Eine Gemeindeverbindungsstraße führt nach Rockenbach (0,6 km westlich).

## Geschichte
Der Ort wurde 1199 als „Bergere“ erstmals urkundlich erwähnt. Laut dieser Urkunde trug das Hochstift Würzburg dem Nürnberger Patrizier Ekkehard von Truchseß u. a. zwei Teile des Zehnten in diesem Ort als Lehen auf. 1303/17 war der Lehensmann Konrad Heider von Dachsbach, der den wüst gewordenen Ort wieder errichtete, 1317/22 war es Otto Heyder. Diesem gehörten in „ze Beregern“ drei Huben und ein Wald. In der Folgezeit waren die Herren von Hohenlohe im Ort begütert. Aus dem Lehenbuch von Gerlach von Hohenlohe des Jahres 1356 geht hervor, dass neben ihm ein Albrecht Spies und Hanns Ochs Lehensträger waren. 1502/06 wurde das Bergtheimer Schloss erstmals erwähnt. Der damalige Schlossherr war Christoph von Seckendorff. Um 1530/50 erfolgte der Verkauf an die Herren von Wirsberg. Nachfolgende Besitzer waren die Herren von Hohenlohe und die Herren von Castell. 1705 ging der Besitz an den castellischen Amtsvogt Kraußenberger über. Die Fraisch war zunächst zwischen dem Hochstift Bamberg und dem Markgraftum Brandenburg-Kulmbach umstritten. Erst nach einem Schiedsspruch vom 1. Juli 1538 kam „Bergaw“ an das markgräflichen Amt Dachsbach.
Gegen Ende des 18. Jahrhunderts gab es in Bergtheim 22 Anwesen (Schloss, Mühle, 20 Häuser bzw. Häuslein). Das Hochgericht übte das brandenburg-bayreuthische Kasten- und Jurisdiktionsamt Dachsbach aus. Die Dorf- und Gemeindeherrschaft und die Grundherrschaft über alle Anwesen hatte das Rittergut Bergtheim.
1804 erscheint erstmals die heutige Form des Ortsnamens, eine Angleichung an die in dieser Gegend häufig vorkommenden Orte mit der Endung -heim. Die ursprüngliche Form „Ze Beregern“ bedeutet zu den Bergbewohnern. Zu Beginn des 19. Jahrhunderts wurde das Schlossgut zerschlagen und an die ortsansässigen Bauern verteilt.
Von 1797 bis 1810 unterstand der Ort dem Justizamt Dachsbach und Kammeramt Neustadt. 1810 kam Bergtheim an das Königreich Bayern. Im Rahmen des Gemeindeedikts wurde Bergtheim dem 1811 gebildeten Steuerdistrikt Rauschenberg und der 1813 gebildeten Ruralgemeinde Rauschenberg zugeordnet. Mit dem Zweiten Gemeindeedikt (1818) entstand die Ruralgemeinde Bergtheim. Sie war in Verwaltung und Gerichtsbarkeit dem Landgericht Neustadt an der Aisch zugeordnet und in der Finanzverwaltung dem Rentamt Neustadt an der Aisch (1919 in Finanzamt Neustadt an der Aisch umbenannt, seit 1972 Finanzamt Uffenheim). Ab 1862 gehörte Bergtheim zum Bezirksamt Neustadt an der Aisch (1939 in Landkreis Neustadt an der Aisch umbenannt). Die Gerichtsbarkeit blieb beim Landgericht Neustadt an der Aisch (1879 in das Amtsgericht Neustadt an der Aisch umgewandelt). Die Gemeinde hatte 1964 eine Gebietsfläche von 1,689 km².
Am 1. Juli 1971 wurde Bergtheim im Zuge der Gebietsreform in Bayern nach Gutenstetten eingemeindet.

### Baudenkmäler
- Haus Nr. 2 (= Obere Dorfstr. 16): ehemaliges Schloss[15]
- Haus Nr. 21: verputzter Stadel; Reliefstein an der Nordseite „Erbaut / Friedrich / Schleger / 1860“[16]

### Einwohnerentwicklung
| Jahr      | 1818   | 1840   | 1852   | 1855   | 1861   | 1867   | 1871   | 1875   | 1880   | 1885   | 1890   | 1895   | 1900   | 1905   | 1910   | 1919   | 1925   | 1933   | 1939   | 1946   | 1950   | 1952   | 1961   | 1970   | 1987  |
| Einwohner | 121    | 140    | 161    | 167    | 172    | 165    | 173    | 157    | 161    | 151    | 145    | 143    | 137    | 144    | 140    | 134    | 129    | 134    | 126    | 161    | 153    | 147    | 132    | 137    | 136   |
| Häuser    | 22     | 26     |        |        |        |        | 29     |        |        | 30     | 29     |        | 30     |        |        |        | 28     |        |        |        | 28     |        | 29     |        | 38    |
| Quelle    | [ 18 ] | [ 19 ] | [ 20 ] | [ 20 ] | [ 21 ] | [ 22 ] | [ 23 ] | [ 24 ] | [ 25 ] | [ 26 ] | [ 20 ] | [ 20 ] | [ 27 ] | [ 20 ] | [ 28 ] | [ 20 ] | [ 29 ] | [ 20 ] | [ 30 ] | [ 20 ] | [ 31 ] | [ 20 ] | [ 12 ] | [ 32 ] | [ 2 ] |

## Religion
Der Ort ist seit der Reformation evangelisch-lutherisch geprägt und bis heute nach St. Johannes Baptist und Laurentius (Gutenstetten) gepfarrt.